# Thierry Murcia
Thierry Murcia (1964) è uno storico francese, è un autore che ha interesse per il primo Cristianesimo ed al giudaismo antico.